# Viville
Viville és un municipi francès situat al departament del Charente i a la regió de la Nova Aquitània. L'any 2007 tenia 134 habitants.

## Demografia

### Població
El 2007 la població de fet de Viville era de 134 persones. Hi havia 52 famílies de les quals 4 eren unipersonals (4 homes vivint sols), 24 parelles sense fills, 20 parelles amb fills i 4 famílies monoparentals amb fills.
La població ha evolucionat segons el següent gràfic:
Habitants censats

### Habitatges
El 2007 hi havia 54 habitatges, 51 eren l'habitatge principal de la família i 3 estaven desocupats. Tots els 54 habitatges eren cases. Dels 51 habitatges principals, 35 estaven ocupats pels seus propietaris i 16 estaven llogats i ocupats pels llogaters; 5 tenien dues cambres, 6 en tenien tres, 14 en tenien quatre i 26 en tenien cinc o més. 44 habitatges disposaven pel capbaix d'una plaça de pàrquing. A 21 habitatges hi havia un automòbil i a 27 n'hi havia dos o més.

### Piràmide de població
La piràmide de població per edats i sexe el 2009 era:
| Homes | Edats   | Dones |
| ----- | ------- | ----- |
| 0     | 95 o +  | 0     |
| 0     | 90 a 94 | 0     |
| 0     | 85 a 89 | 4     |
| 0     | 80 a 84 | 0     |
| 4     | 75 a 79 | 0     |
| 4     | 70 a 74 | 0     |
| 0     | 65 a 69 | 8     |
| 0     | 60 a 64 | 0     |
| 4     | 55 a 59 | 0     |
| 4     | 50 a 54 | 8     |
| 16    | 45 a 49 | 16    |
| 4     | 40 a 44 | 12    |
| 0     | 35 a 39 | 0     |
| 4     | 30 a 34 | 8     |
| 0     | 25 a 29 | 0     |
| 16    | 20 a 24 | 8     |
| 4     | 15 a 19 | 4     |
| 8     | 10 a 14 | 0     |
| 0     | 5 a 9   | 8     |
| 4     | 0 a 4   | 8     |

## Economia
El 2007 la població en edat de treballar era de 80 persones, 64 eren actives i 16 eren inactives. De les 64 persones actives 59 estaven ocupades (32 homes i 27 dones) i 5 estaven aturades (2 homes i 3 dones). De les 16 persones inactives 3 estaven jubilades, 3 estaven estudiant i 10 estaven classificades com a «altres inactius».

### Ingressos
El 2009 a Viville hi havia 50 unitats fiscals que integraven 116 persones, la mediana anual d'ingressos fiscals per persona era de 18.312 €.

### Activitats econòmiques
Dels 4 establiments que hi havia el 2007, 3 eren d'empreses de construcció i 1 d'una empresa de comerç i reparació d'automòbils.
Dels 3 establiments de servei als particulars que hi havia el 2009, 1 era un paleta, 1 lampisteria i 1 electricista.
L'any 2000 a Viville hi havia 7 explotacions agrícoles.

## Poblacions més properes
El següent diagrama mostra les poblacions més properes.